# Життя після смерті

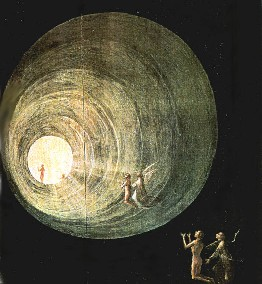
Передсмертні переживання часто описують тунель світла, до якого притягується душа

Життя після смерті (англ. Afterlife) — релігійне і філософське уявлення про продовження свідомого життя людини після смерті її фізичної оболонки. Здебільшого подібні уявлення обумовлені вірою в безсмертя душі, характерною для деяких релігійних і релігійно-філософських світоглядів.
Існують різні підходи до цього питання, зокрема такі:
- Відкидання: Зі смертю закінчується існування людської особистості. Померла людина не продовжує жити як суб'єкт, а продовжує життя в переносному значенні як продовження існування в пам'яті інших людей. Особливим випадком заперечення продовження життя після смерті є теорія цілковитої смерті — вчення християнських богословів, згідно з яким смерть кладе край всьому існуванню людини, але слід очікувати майбутнього воскресіння. Ця теорія ґрунтується на ідеї, що смерть людини — це кінець життя.
- Припущення про життя після смерті, яке мислиться як остаточний стан. У багатьох релігіях земне життя людини розглядається як дозрівання або випробування. Після смерті людина остаточно переходить в інший стан буття (продовження життя в царстві мертвих, потойбічне життя, воскресіння, рай, безсмертя, пекло, лімб).
- Реінкарнація: Згідно з деякими моделями, які передбачають переродження, духовна частина людини, її душа, переживає смерть тіла. Ця частина є носієм індивідуальності. Вона з'являється пізніше в іншому тілі. Існує безліч перевтілень (одиничних втілень).

## Релігійні переконання

### Стародавній Єгипет
«Метою життя» давнього єгиптянина було вічне продовження у «царстві Осіріса», для чого померлого потрібно було бальзамувати й муміфікувати та отримати схвалення суду мертвих. Життя, прожите в моральній досконалості, символізувало «добро», яке переходило в потойбічний світ після «перевірки судом мертвих». Поки тіло залишається в могилі, «Ка» і «Ба» залишають його тіло. У міфологічних уявленнях часів Нового царства зважування серця вирішувало, чи розпочне душа померлого подорож до Сехет-іару, чи стане жертвою знищення Аммітом.

### Юдаїзм
У стародавньому юдаїзмі люди уявляли, що після смерті вони потрапляють у тіньовий світ, Шеол (שאול), і продовжують жити там, близько або далеко від Бога. Це життя, однак, не є справжнім життям. Тому для побожного єврея особливо важливо продовжувати жити у своїх нащадках.
Еклезіаст пише: «Як вмирають тварини, так вмирають і люди» (3:19).
Особливо в Книзі Даниїла, яку дехто вважає найновішою книгою Танаха, є вчення про «вічне життя» з Богом: «Багато тих, що сплять під землею, прокинуться, одні для життя вічного, а інші для вічного сорому і ганьби» (Дан. 12:2). Інші книги також містять посилання на можливе воскресіння після смерті (Втор 32:39 і 1 Сам 2:6).
Віра в життя після смерті була суперечливою серед єврейських вчених в останній період перед руйнуванням Єрусалимського храму в 70 році. Сьогодні віра в те, що існує воскресіння мертвих, є поширеною в юдаїзмі. Зокрема, в ортодоксальному юдаїзмі існує також ідея реінкарнації.
Єврейський вчений Мойсей Маймонід у своїх 13 догматах віри, які є дуже важливими для ортодоксального юдаїзму, пояснює, що після воскресіння мертвих праведники будуть нагороджені в майбутньому світі, а неправедні будуть покарані знищенням їхніх душ.

### Християнство

#### Загальні положення
У християнстві вважається, що смерть прийшла на людину і весь занепалий світ в результаті гріхопадіння. Людина спочатку була створена для раю, для спілкування з Богом. Порушення довіри під час гріхопадіння призвело до вигнання з раю і, таким чином, до просторової розлуки з Богом протягом життя.
Християнство вчить, що Ісус Христос, Син Божий, взяв на себе покарання за всіх грішників на хресті, і що кожна людина таким чином відкуплена від цього прокляття. Таким чином, спілкування з Богом знову можливе і виходить за межі смерті. Той, хто сповідує Ісуса Христа у своєму житті й довіряє йому, буде прийнятий у новий світ Божий (небо, вічність, слава, світло).
У Судний день людина буде повернута Богом до життя (воскресіння) з бездоганним і нетлінним тілом. Люди будуть нагороджені або покарані відповідно до своїх вчинків. Ті, хто записані в Книзі Життя (блаженні, праведні, милосердні й милостиві), входять у вічне життя, Царство Небесне, і насолоджуються Божими очами. «А лякливим, і невірним, і мерзким, і душогубам, і розпусникам, і чарівникам, і ідолянам, і всім неправдомовцям, їхня частина в озері, що горить огнем та сіркою, а це друга смерть!» (Об'явлення Івана 21:8).
Небеса описані в Біблії як місце вічного миру, де немає більше страждань, страху, воєн і хвороб (Об'явл. 21:1-5).

#### Римо-католицька доктрина
Церква бачить походження смерті як наслідок гріхопадіння. Адам, порушивши божественну заповідь, приніс смерть усьому людству.
І наказав Господь Бог Адамові, кажучи: Із кожного дерева в Раю ти можеш їсти. Але з дерева знання добра й зла не їж від нього, бо в день їди твоєї від нього ти напевно помреш!

(Буття 2:16-17)
Як покарання за порушення божественної заповіді досліджувати, смерть була накладена на все людство.
У поті свойого лиця ти їстимеш хліб, аж поки не вернешся в землю, бо з неї ти взятий. Бо ти порох, і до пороху вернешся.

(Буття 3:19)
Згідно з римо-католицькою доктриною, багато душ після земної смерті повинні спочатку випробувати себе в чистилищі. Перш ніж їм буде дозволено увійти до Царства Небесного, відбувається остаточне очищення.

Після цього всі померлі воскреснуть разом зі своїми тілами в останній день.
Сам бо Господь із наказом, при голосі Архангола та при Божій сурмі зійде з неба, і перше воскреснуть умерлі в Христі, потім ми, що живемо й зостались, будемо схоплені разом із ними на хмарах на зустріч Господню на повітрі, і так завсіди будемо з Господом.

(1-е до солунян 4:16-18)
Завершення і оновлення світу означає завершення справи Христа. Всі вороги Царства Божого були переможені. Ісус передав Царство Богові Отцеві, не відмовляючись від Своєї влади правителя і царя. Починається царство Боже, кінцева мета творіння і сенс людської історії.

#### Лютеранська доктрина
Мартін Лютер підкреслює залежність блаженства лише від віри: людина не може заслужити блаженство, воно дається їй Богом з любові. Людина повинна лише прийняти це у вірі.

### Іслам
Хоча Коран стверджує, що кожна людина колись помре, він дає лише скупу і непряму інформацію про проміжок часу між індивідуальною смертю й останнім часом. Після ознак «останньої години» і знищення всіх створінь, воскресіння і суд над людьми відбудуться в останній день. Ці ознаки включають сурмлення в сурму (Сура 18:99, серед інших); вихід із землі звіра, що ототожнюється в деяких традиціях з Ялом, якого переможе Ісус (Сура 27:82); воскресіння з могили (Сура 30:56); вихід мертвих із землі (Сура 50:44); встановлення терезів (Сура 55:7); і «розплата» (Сура 13:18, серед інших). Багато питань про життя після смерті (الآخرة / al-āḫira або معاد / maʿād) досліджувалися в різних богословських і філософських традиціях; богословський напрям ашаритів зрештою підтвердив істинність традиційних наративів про життя в майбутньому світі.
Намагаючись створити лінійну оповідь, що охоплює період від смерті людини до останнього дня, хадиси та пізніші вчені, такі як аль-Газалі, аль-Куртубі чи ас-Суюті, починали з моменту, коли ангел смерті забирає душу померлого, після чого душа повертається до померлого після поховання — або навіть до нього — щоб вона могла взяти участь у похоронних церемоніях і голосіннях. Потім її відвідують ангели Мункар і Накір, які ставлять їй запитання, і вона повинна довести свою віру в Бога, прочитавши Символ віри. Тепер один або два безіменні ангели відвідують померлого і записують його добрі та погані вчинки, які стануть відомими у День Воскресіння. Невірні не можуть відповісти на запитання і тому піддаються різним тортурам, наприклад, їх кусають змії або карають «могильною карою» (ʿaḏāb al-qabr/عذاب القبر), при якій їхня могила завжди звужується. З іншого боку, віряни винагороджуються розширенням могили або відкриттям для них вікна в небо.